# Control: The Remixes
Control: The Remixes (wydany w Japonii jako More Control) – pierwszy album zawierający zremiksowane wersje utworów amerykańskiej artystki Janet Jackson; wydany został w roku 1987 przez A&M Records.

## Informacje
Album zawierał zremiksowane wersje utworów z wydanej rok wcześniej płyty „Control” i były to remiksy ze „strony B” wydanych wcześniej singli niektóre z remiksów jak w przypadku „When I Think of You” i „Control” były użyte w teledyskach przy okazji wydania tych utworów na singlach. Płyta ukazała się tylko w Europie i Japonii (z pominięciem rodzimej Ameryki Jackson), w pięciu różnych wersjach: standardowej europejskiej, brytyjskiej, japońskiej, kasecie i płycie winylowej. Album nie był promowany wydawnictwem singlowym.

## Lista utworów
Europejska wersja standardowa
1. „Control” (video mix) – 6:02
2. „Nasty” (extended) – 6:00
3. „Nasty” (Cool Summer Mix Pt.1) – 7:57
4. „What Have You Done for Me Lately” (extended mix) – 7:00
5. „When I Think of You” (extra beats) – 2:00
6. „When I Think of You” (dance mix) – 6:25
7. „Control” (a cappella) – 3:55
8. „Let’s Wait Awhile” (remix)

Wersja brytyjska albumu
1. „Control” (video mix) – 6:02
2. „When I Think of You” (dance mix) – 6:25
3. „The Pleasure Principle” (long vocal remix – The Shep Pettibone Mix) – 7:23
4. „What Have You Done for Me Lately” (extended mix) – 7:00
5. „Nasty” (Cool Summer Mix Pt. 2) – 10:09
6. „Let’s Wait Awhile” (remix) – 4:30
7. „Nasty” (Cool Summer Mix Pt. 1) – 7:57
8. „The Pleasure Principle” (dub edit – The Shep Pettibone Mix) – 6:58

„More Control” japońska wersja albumu
1. „What Have You Done for Me Lately” (extended mix) – 7:00
2. „Nasty” (extended mix) – 6:07
3. „When I Think of You” (dance mix) – 6:24
4. „Control” (extended version) – 7:34
5. „What Have You Done for Me Lately” (dub version) – 6:38
6. „Nasty” (Cool Summer Mix Pt. 2) – 10:08
7. „When I Think of You” (instrumental) – 3:59
8. „Control” (video mix) – 6:02
9. „Let’s Wait Awhile” (remix) – 4:30

Wersja winylowa albumu
1. „Control” (video mix) – 6:02
2. „When I Think of You” (dance mix) – 6:25
3. „The Pleasure Principle” (long vocal remix – The Shep Pettibone Mix) – 7:23
4. „What Have You Done for Me Lately” (extended mix) – 7:00
5. „Nasty” (Cool Summer Mix Pt. 2) – 10:09
6. „Let’s Wait Awhile” (remix) – 4:30

Kaseta
1. „Control” (video mix) – 6:02
2. „When I Think of You” (dance mix) – 6:25
3. „The Pleasure Principle” (long vocal remix – The Shep Pettibone Mix) – 7:23
4. „Nasty” (Cool Summer Mix Pt. 1) – 7:57
5. „What Have You Done for Me Lately” (extended mix) – 7:00
6. „The Pleasure Principle” (dub edit – The Shep Pettibone Mix) – 6:58
7. „Let’s Wait Awhile” (remix) – 4:30